# Альбрехт V (герцог Мекленбургский)
Альбрехт V Мекленбургский (нем. Albrecht V von Mecklenburg; 1397 — между 1 июня и 6 декабря 1423, Мекленбург-Шверин) — герцог Мекленбург-Шверинский в 1412—1423 годах, сын герцога и короля Швеции Альбрехта III Мекленбургского.

## Биография
Альбрехт V Мекленбургский родился предположительно в 1397 году в герцогстве Мекленбург-Шверин, в регионе Мекленбург-Передняя Померания (ныне Германия). Его родителями стали герцог Мекленбургский и король Швеции в 1363—1389 годах Альбрехт Мекленбургский (также Альбрехт III), и Агнесса Брауншвейг-Люнебургская, дочь герцога Магнуса II. Альбрехт III умер в 1412 году, и в соответствии с соглашением с Иоганном IV Мекленбургским Агнес заняла пост регента и опекуна. В 1415 или в 1416 году он начал править самостоятельно. После смерти Иоганна IV в 1422 году Альберт V и вдова, потерявшая мужа выступили в качестве соправителей её несовершеннолетних сыновей Генриха IV и Иоганна V.
13 февраля 1419 года Альберт V и Иоанн IV совместно с советом ганзейского города Ростока основали Ростокский университет как первый университет в Северной Германии и во всем Балтийском регионе.
С 1413 года Альберт был помолвлен с Цецилией, второй дочерью бургграфа Фридриха Нюрнбергского, впоследствии курфюрста Бранденбургского. Однако Альберт и Сесилия так и не поженились. Вместо этого в 1423 году Альберт женился на сестре Сесилии Маргарет. Фридрих отдал Альберту округа Дёмиц и Горлозен в качестве её приданого. Однако Альберт умер вскоре после того, как они с Маргарет поженились.